# Blaufelden
Blaufelden ist eine Gemeinde im Landkreis Schwäbisch Hall im fränkisch geprägten Nordosten Baden-Württembergs.

## Geografie

### Geografische Lage
Blaufelden liegt auf der Hohenloher Ebene in 320 bis 488 Meter Höhe. Das Gemeindegebiet zieht sich wie ein Gürtel durch den nördlichen Landkreis Schwäbisch Hall, vom Hohenlohekreis bis zur bayerischen Grenze.

### Gemeindegliederung
Die Gemeinde besteht aus dem Hauptort Blaufelden und den im Rahmen der Gemeindereform der 1970er Jahre eingegliederten ehemals selbständigen Gemeinden Billingsbach, Gammesfeld, Herrentierbach, Wiesenbach und Wittenweiler (ohne Ober- und Unterweiler, die nach Gerabronn eingegliedert wurden). Zu den einzelnen Ortsteilen gehören zahlreiche weitere räumlich getrennte Wohnplätze, die meist nur wenig Einwohner haben. Hier sind zu nennen:
| Wappen Billingsbach   | - zu Billingsbach: Brüchlingen, Hertensteiner Mühle, Lentersweiler, Mittelbach, Raboldshausen (bis 1875 Name der Gemeinde Billingsbach) |
| Wappen Blaufelden     | - zu Blaufelden: Blaubach, Niederweiler, Schuckhof                                                                                      |
| Wappen Gammesfeld     | - zu Gammesfeld: Ehringshausen, Heufelwinden, Metzholz                                                                                  |
| Wappen Herrentierbach | - zu Herrentierbach: Alkertshausen, Geroldshausen, Kottmannsweiler, Simmetshausen                                                       |
| Wappen Wiesenbach     | - zu Wiesenbach: Emmertsbühl, Engelhardshausen, Naicha, Saalbach                                                                        |
| Wappen Wittenweiler   | - zu Wittenweiler: Erpfersweiler, Wasen                                                                                                 |

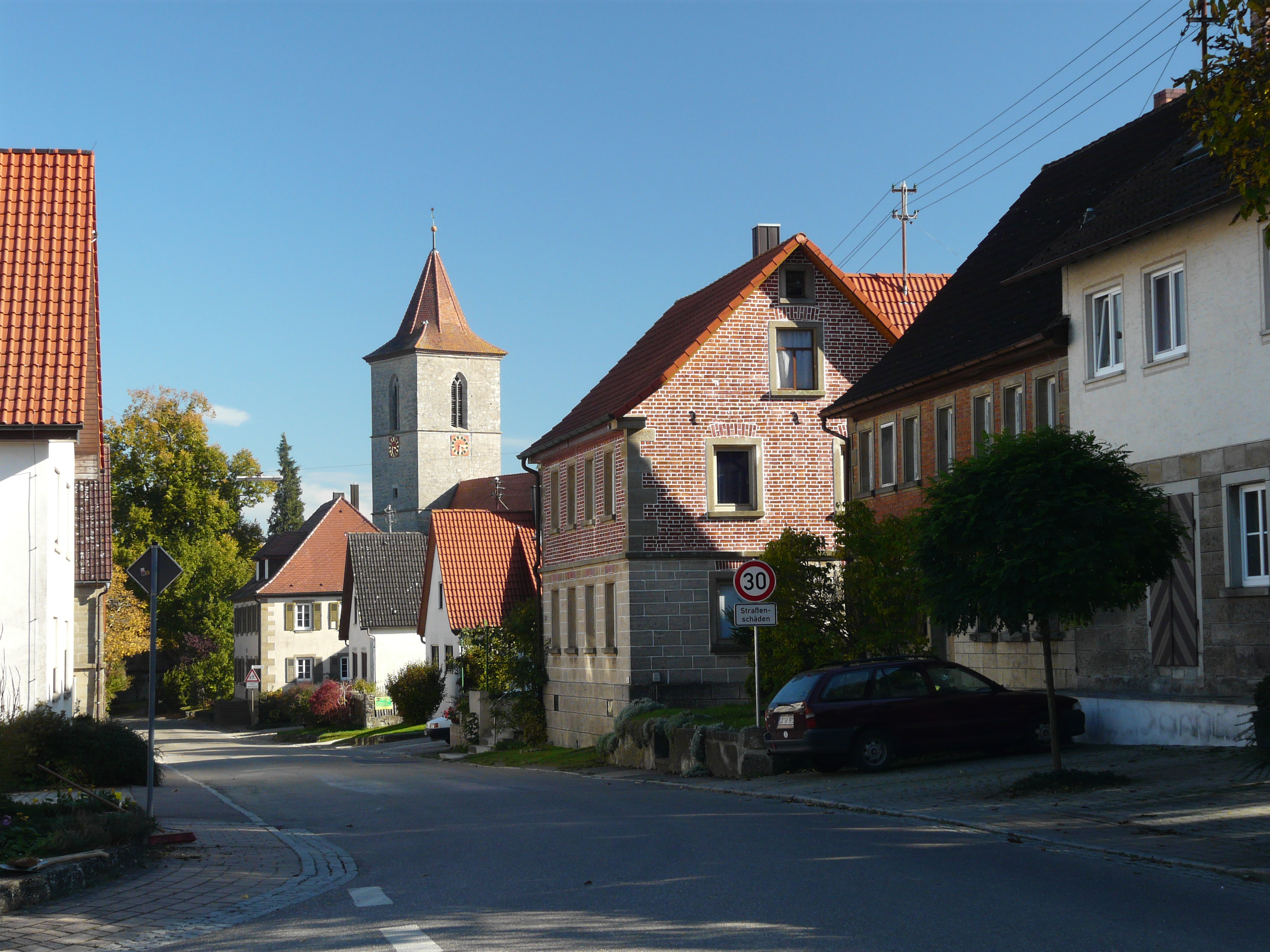
Der Blaufeldener Ortsteil Gammesfeld

### Nachbargemeinden
Nachbarstädte und -gemeinden Blaufeldens sind (im Uhrzeigersinn, beginnend im Westen): Mulfingen (Hohenlohekreis), Schrozberg, Rothenburg ob der Tauber (Landkreis Ansbach, Bayern), Rot am See, Gerabronn und Langenburg. Bis auf Mulfingen und Rothenburg ob der Tauber gehören alle zum Landkreis Schwäbisch Hall.

### Flächenaufteilung
Nach Daten des Statistischen Landesamtes, Stand: 2014.

## Geschichte

### Bis zum 19. Jahrhundert
Blaufelden wurde erstmals 1157 urkundlich erwähnt. Es gehörte ursprünglich zur Herrschaft Werdeck der Herren von Hohenlohe und kam von diesen 1371 zunächst an Kraft III. von Hohenlohe-Weikersheim, 1399 dann an die Burggrafen von Nürnberg, die es dem Fürstentum Ansbach angliederten. Ab 1500 lag Blaufelden als Teil Ansbachs im Fränkischen Reichskreis. 1806 fiel der Ort im Zuge der Mediatisierung aufgrund des Reichsdeputationshauptschlusses zunächst an das Königreich Bayern, geriet aber bereits vier Jahre später durch den Grenzvertrag von 1810 an das Königreich Württemberg und wurde dem Oberamt Gerabronn unterstellt.

### 20. Jahrhundert
Bei der Verwaltungsreform während der NS-Zeit in Württemberg gelangte Blaufelden 1938 zum Landkreis Crailsheim. Da der Ort nach dem Zweiten Weltkrieg Teil der Amerikanischen Besatzungszone geworden war, gehörte er somit seit 1945 zum neu gegründeten Land Württemberg-Baden, das 1952 im jetzigen Bundesland Baden-Württemberg aufging. 1973 erfolgte die Kreisreform in Baden-Württemberg, bei der Blaufelden zum Landkreis Schwäbisch Hall kam.

### Eingemeindungen
Während der Gemeindereform wurden insgesamt fünf Gemeinden nach Blaufelden eingemeindet; diese waren:
- am 1. Januar 1972: Billingsbach, Wittenweiler und Wiesenbach[3]
- am 1. Januar 1973: Gammesfeld[4]
- am 1. Januar 1975: Herrentierbach[5]

## Religionen

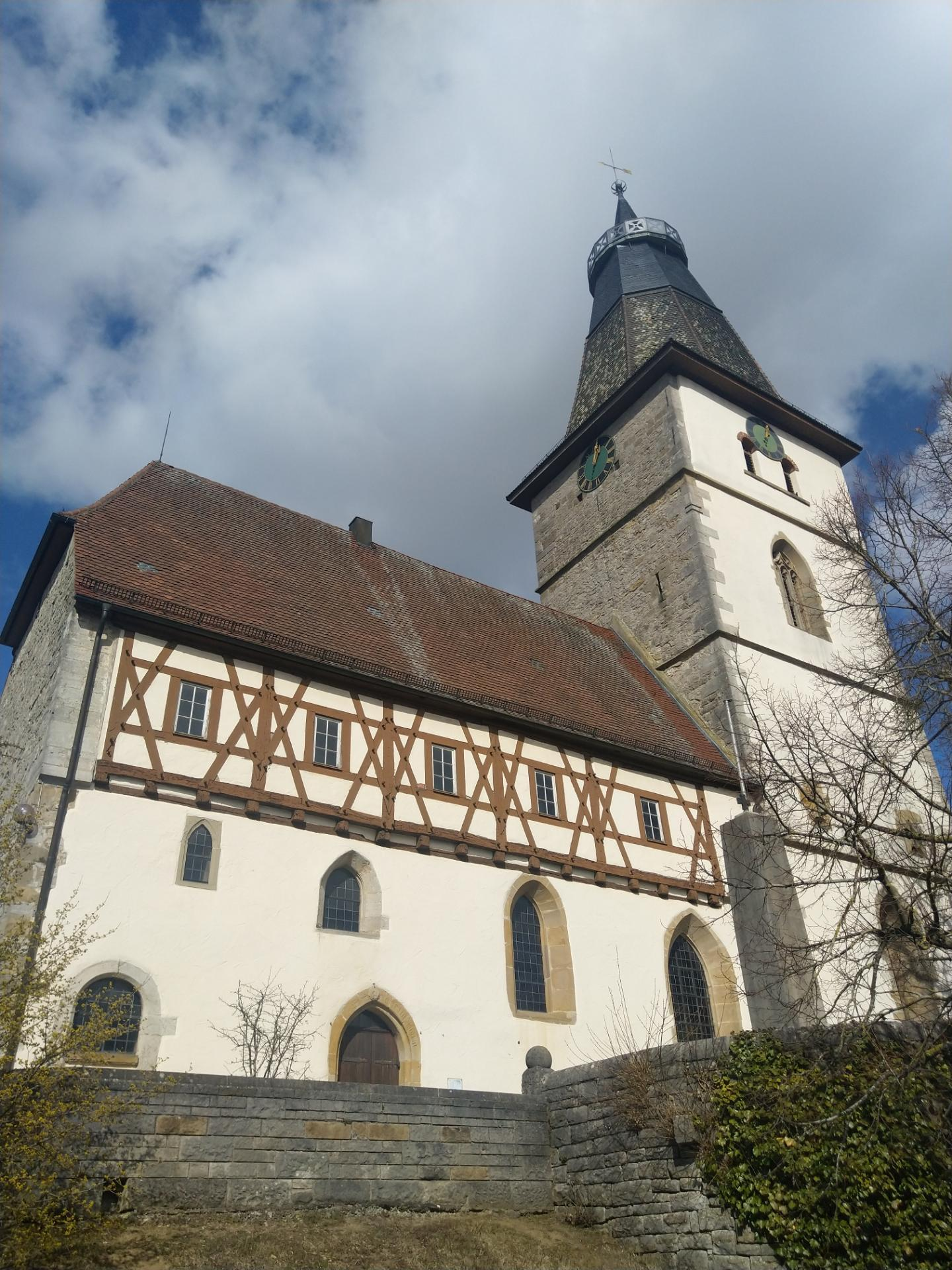
Evangelische Kirche St. Ulrich

Die Reformation wurde in Blaufelden 1526 eingeführt. Seitdem ist der Ort evangelisch geprägt. Es gibt mehrere evangelische Kirchengemeinden in der Gemeinde. Blaufelden ist Sitz des Kirchenbezirks Blaufelden der Evangelischen Landeskirche in Württemberg. Im Hauptort Blaufelden gibt es zudem eine katholische Kirche; neuapostolische Kirchen befinden sich in Blaufelden und in Herrentierbach.

## Politik

### Gemeinderat
In Blaufelden wird der Gemeinderat nach dem Verfahren der unechten Teilortswahl gewählt. Dabei kann sich die Zahl der Gemeinderäte durch Überhangmandate verändern. 2024 besteht der Gemeinderat aus 20 Personen, 2019 waren es 21. Er besteht aus den gewählten ehrenamtlichen Gemeinderäten und dem Bürgermeister als Vorsitzendem. Der Bürgermeister ist im Gemeinderat stimmberechtigt.
Die Kommunalwahl am 9. Juni 2024 führte zu folgendem vorläufigen Endergebnis. Die Wahlbeteiligung betrug 60,69 Prozent.
| Liste                                      | Stimmenanteil | Sitze |
| Bauernverband-Bund der Selbstständigen-CDU | 61,35 %       | 12    |
| Unabhängige Bürgerliste Blaufelden         | 24,95 %       | 5     |
| Freie Wählervereinigung und Arbeitnehmer   | 13,70 %       | 3     |

### Bürgermeister
Bürgermeister ist seit dem 20. März 2023 Michael Stefan Dieterich. Er wurde am 5. Februar 2023 mit 52,7 Prozent der Stimmen gewählt. Amtsinhaberin Petra Weber, die ab 2015 amtierte, erhielt 46,9 Prozent der Stimmen. Sie wurde am 1. Februar 2015 mit 88 Prozent der Stimmen gewählt. Zuvor hatte von 1999 bis 2015 Klaus Köger das Amt bekleidet.

### Wappen

Wappen Blaufeldens

Blasonierung: Auf einem von Silber und Schwarz gevierten Schildfuß in Blau ein ausschreitender, golden gekleideter Bauer mit goldenem Hut und roten Schuhen, aus einem silbernen Säsack goldene Körner ausstreuend.

## Wirtschaft und Infrastruktur
Das landwirtschaftlich geprägte Dorf nahm an der wirtschaftlichen Entwicklung des 19. Jahrhunderts kaum teil, blieb aber von Bedeutung durch seine zentrale Lage, durch den Viehhandel und durch seine Märkte. Die Landwirtschaft spielt auch heute noch eine wichtige Rolle, es gibt noch fast einhundert landwirtschaftliche Haupterwerbsbetriebe.

### Verkehr
In der Gemeinde befindet sich der Bahnhof Blaufelden an der Bahnstrecke Crailsheim–Königshofen. Im Stundentakt verkehren die Züge Richtung Aschaffenburg und Crailsheim. Von 1900 bis 1996 zweigte in Blaufelden eine Nebenbahn nach Langenburg ab, die auch über Haltepunkte in Wittenweiler und in Raboldshausen verfügte. Die Königlich Württembergischen Staats-Eisenbahnen erbauten das Bahnhofsgebäude in Raboldshausen als Einheitsbahnhof vom Typ IIa. Der Personenverkehr auf der Nebenbahn wurde bereits 1963 eingestellt.
An das überregionale Straßennetz ist Blaufelden über die Bundesstraße 290 (Tauberbischofsheim – Aalen) angebunden.
Durch eine Alltagsroute aus dem Radnetz Baden-Württemberg ist Blaufelden mit Rot am See und Wallhausen mit Crailsheim und in der anderen Richtung über Schrozberg, Niederstetten und Weikersheim mit Bad Mergentheim verbunden.

### Ansässige Unternehmen
Größter Arbeitgeber in Blaufelden ist Müller - Die lila Logisitk Fulfillment Solutions GmbH & Co. KG, ein Unternehmen der Müller - Die lila Logistik Unternehmensgruppe, die im Bereich Kontraktlogistik für Verlage, Handel und Industriekunden tätig ist.
Die Raiffeisenbank Gammesfeld mit dem Geschäftsführer als einzigem Angestellten und etwa 500 Kunden wurde als Deutschlands kleinste Bank mit Deutschlands bestem Zins bekannt. Die Bankniederlassung ist Mittelpunkt eines Dokumentarfilms (Schotter wie Heu) aus dem Jahre 2002 über das Leben in Gammesfeld. Nach einem Geschäftsführerwechsel wurde im Jahr 2008 zwar auf elektronische Buchungen umgestellt, die Bank hat aber weiterhin nur einen Angestellten.

## Kultur und Sehenswürdigkeiten

### Bauwerke
Der Burgrest Hertenstein befindet sich im Ortsteil Billingsbach.

### Naturdenkmäler
Die Linde in Wiesenbach ist eine ungefähr 800 Jahre alte Sommer-Linde mit überregionaler Bekanntheit, die bereits in den Hohenloher Lehensbüchern erwähnt wurde. Der Brusthöhenumfang beträgt 9,75 m (2013).

## Persönlichkeiten

### In Blaufelden geboren

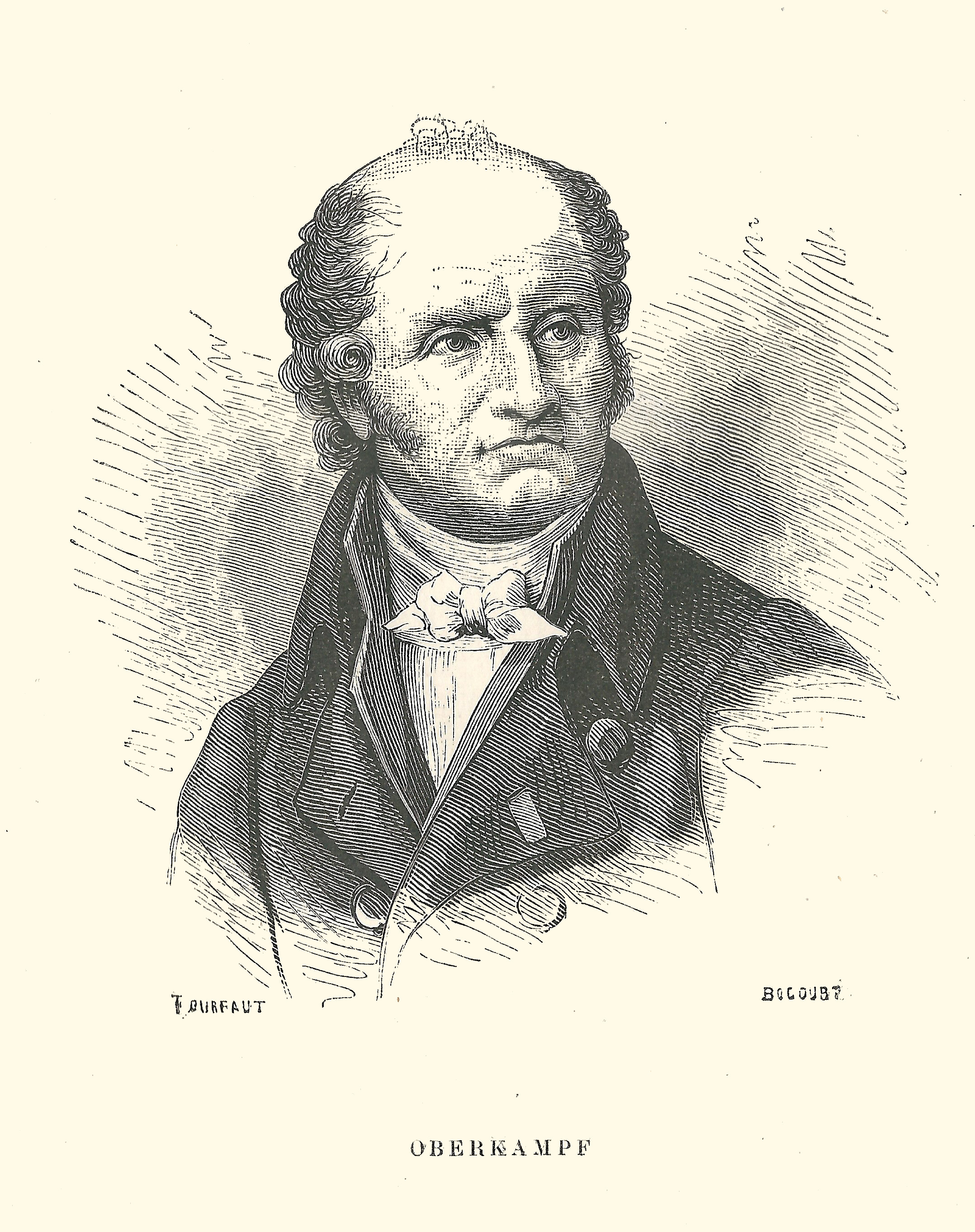
Christophe-Philippe Oberkampf

- Christophe-Philippe Oberkampf (1738–1815), deutsch-französischer Tuchfabrikant (im Ortsteil Wiesenbach)
- Friedrich Kopp (1817–1873), Politiker
- Sophie Schneider (1866–1942), Malerin (im Ortsteil Brüchlingen)
- Karl Philipp (1901–1966), Landwirt, Landtagsabgeordneter (im Ortsteil Wittenweiler)
- Friedrich Schmidt (1902–1973), Politiker (NSDAP), Landtagsabgeordneter (im Ortsteil Wiesenbach)
- Otto Wilhelm Betz (1917–2005), Theologe und Universitätsprofessor (im Ortsteil Herrentierbach)

### Sonstige Persönlichkeiten
- Karl Östreicher (1931–1998), Politiker (CDU), langjähriger Landtagsabgeordneter, Landwirt in Blaufelden-Ehringshausen